# Dobri Dol, Vrapčište
Dobri Dol (makedonska: Добри Дол) är en ort i Nordmakedonien. Den ligger i kommunen Vrapčište, i den västra delen av landet, 50 kilometer väster om huvudstaden Skopje. Dobri Dol ligger 555 meter över havet och antalet invånare är 4 124.